# Abrahámovské dohody

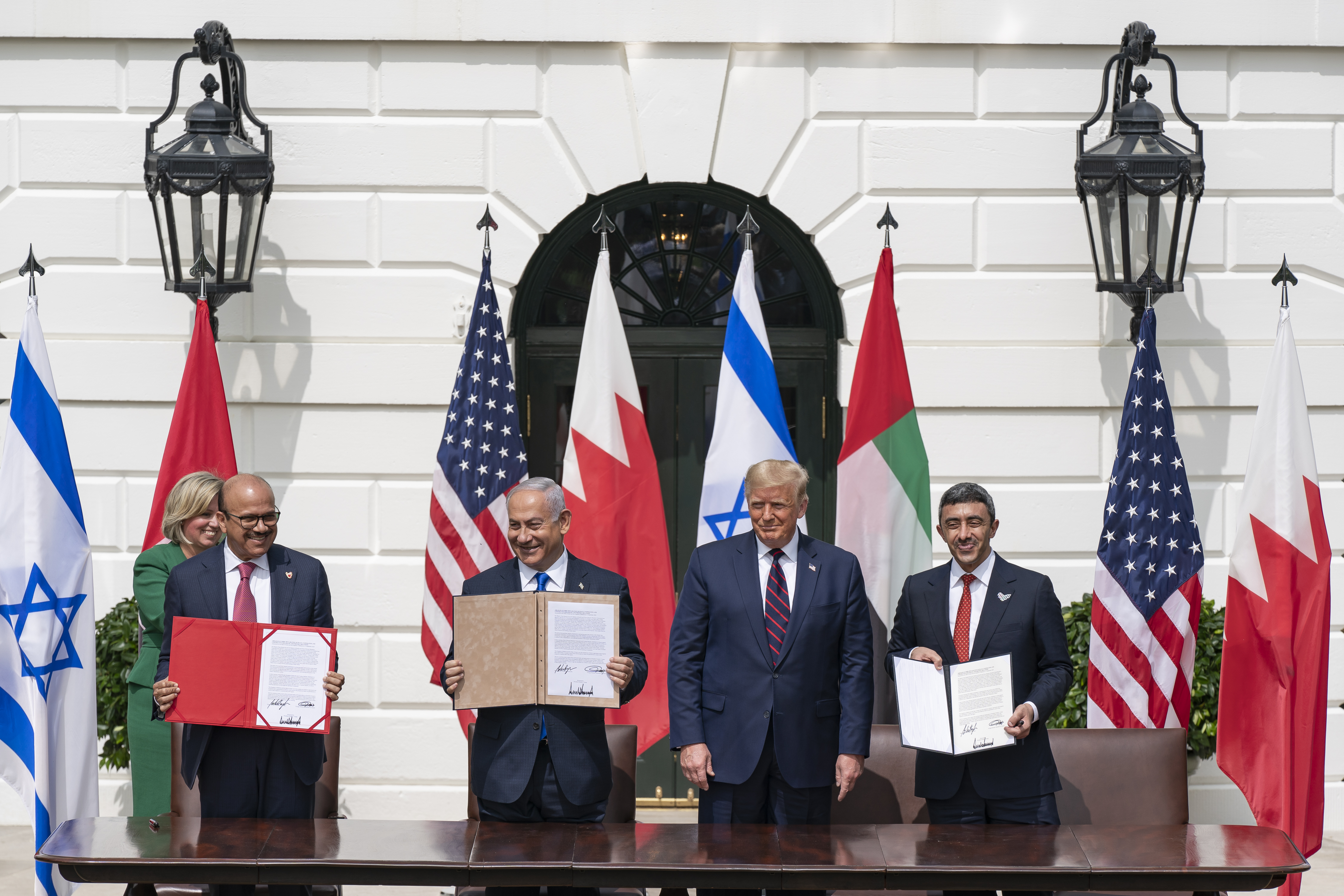
Zleva: Ministr zahraničních věcí Bahrajnu Abdullatíf bin Rašíd Al Zajání, izraelský premiér Benjamin Netanjahu, americký prezident Donald Trump a ministr zahraničních věcí SAE Abdulláh bin Zájed Al Nahján po podepsání Abrahámovských dohod před Bílým domem ve Washingtonu, 15. září 2020

Abrahámovské dohody jsou bilaterální dohody arabsko-izraelské normalizace diplomatických vztahů. První byly podepsány v září 2020 mezi Izraelem a Spojenými arabskými emiráty a Bahrajnem. Dohody zprostředkovaly Spojené státy americké a u jejich podpisu byl prezident Donald Trump.
Součástí dohody bylo uznání státu Izrael a plné ustavení diplomatických vztahů. Pro Izrael šlo o první pokrok v normalizaci vztahů s arabskými zeměmi od roku 1994, kdy byly podepsány Dohody z Osla a Izraelsko-jordánská mírová smlouva. Abrahámovské dohody nesou své jméno podle proroka Abraháma, kterého ve své víře uznává judaismus i islám. Spojené arabské emiráty požadovaly za součást dohody zastavení plánu izraelského premiéra Benjamina Netanjahua na anexi třetiny Západního břehu Jordánu. Tento plán Netanjahu oznámil s podporou Donalda Trumpa v květnu 2020 s účinností od července 2020. K anexi v plánovaném termínu nakonec nedošlo.
V říjnu 2020 se Izrael a Súdán dohodly, že normalizují své vztahy. Nicméně nedošlo k ratifikaci dohody. V roce 2021 Súdán zrušil zákon z roku 1958, který bojkotoval Izrael, nicméně poté zde vypukla válka. Díky dohodě Spojené státy americké vyjmuly Súdán ze svého seznamu států podporujících terorismus. V prosinci 2020 došlo k podepsání dohody o normalizaci vztahů mezi Izraelem a Marokem. Výměnou za uznání Izraele ze strany Maroka, Spojené státy americké uznaly marocký nárok na Západní Saharu.